# Bleek breeksteeltje
Het bleek breeksteeltje (Conocybe rickenii) is een paddenstoel die tot de familie Bolbitiaceae gerekend wordt. De soort is een saprofiet.

## Kenmerken

### Uiterlijke kenmerken
Hoed
Het bleek breeksteeltje bereikt een hoogte van minder dan vijf centimeter en komt tevoorschijn gedurende de herfst. De hoed heeft een diameter liggend tussen de 7 en 25  millimeter. Het oppervlak van de hoek kan zowel vochtig glanzend zijn als droog en mat. De kleur varieert van okerbruin tot een licht geelbruin. De hoed heeft een conisch vorm of de vorm varieert van halfbolvormig tot klokvormig. De randen van de hoed zijn gekerfd.
Lamellen
Onder de hoed zitten de lamellen die smal aanhecht zijn. Deze lamellen hebben een beige tot okerbruine kleur. Ze hebben een witgevlokte of gladde lamelsnede.
Steel
De steel is tussen de drie en acht centimeter lang bij anderhalf tot en met twee millimeter breed. De steel heeft een wat wittige kleur welk over kan gaan in een wat bruinige tint aan de basis. De steel is elastisch en het oppervlak is bedekt met een wittige harige substantie maar kan ook een zijdeachtige glans hebben.
Vlees
Het vruchtvlees heeft een grauwbeige kleur. De paddenstoel heeft een milde radijsachtige smaak en ook de geur doet denken aan radijs.

### Microscopische kenmerken
De sporen zijn lichtbruin tot donkerbruin van kleur. Ze zijn tussen de tien en twintig micrometer lang bij zes tot twaalf micrometer breed. Hun vorm varieert van elliptische tot ovaal. De basidia bevatten over het algemeen twee sporen.

## Verspreiding en habitat
De soort is aangetroffen in Europa, het Pacifisch gebied, Australië en de Verenigde Staten. In Nederland komt de soort vrij algemeen voor. 
Het bleek breeksteeltje geeft de voorkeur aan voedselrijke bodems. Deze bodems zijn vaak verrijkt met compost, gegierd, bemest of bevatten een voedselrijke humuslaag. De paddenstoel kan aangetroffen worden in bermen, loofbossen, tuinen en parken.

## Naamgeving
De wetenschappelijke naam is voor het eerst gepubliceerd als Galera rickenii in 1930 door de Duitse mycoloog Julius Schäffer. In 1935 plaatste Robert Kühner hem in het geslacht Conocybe.

## Foto's

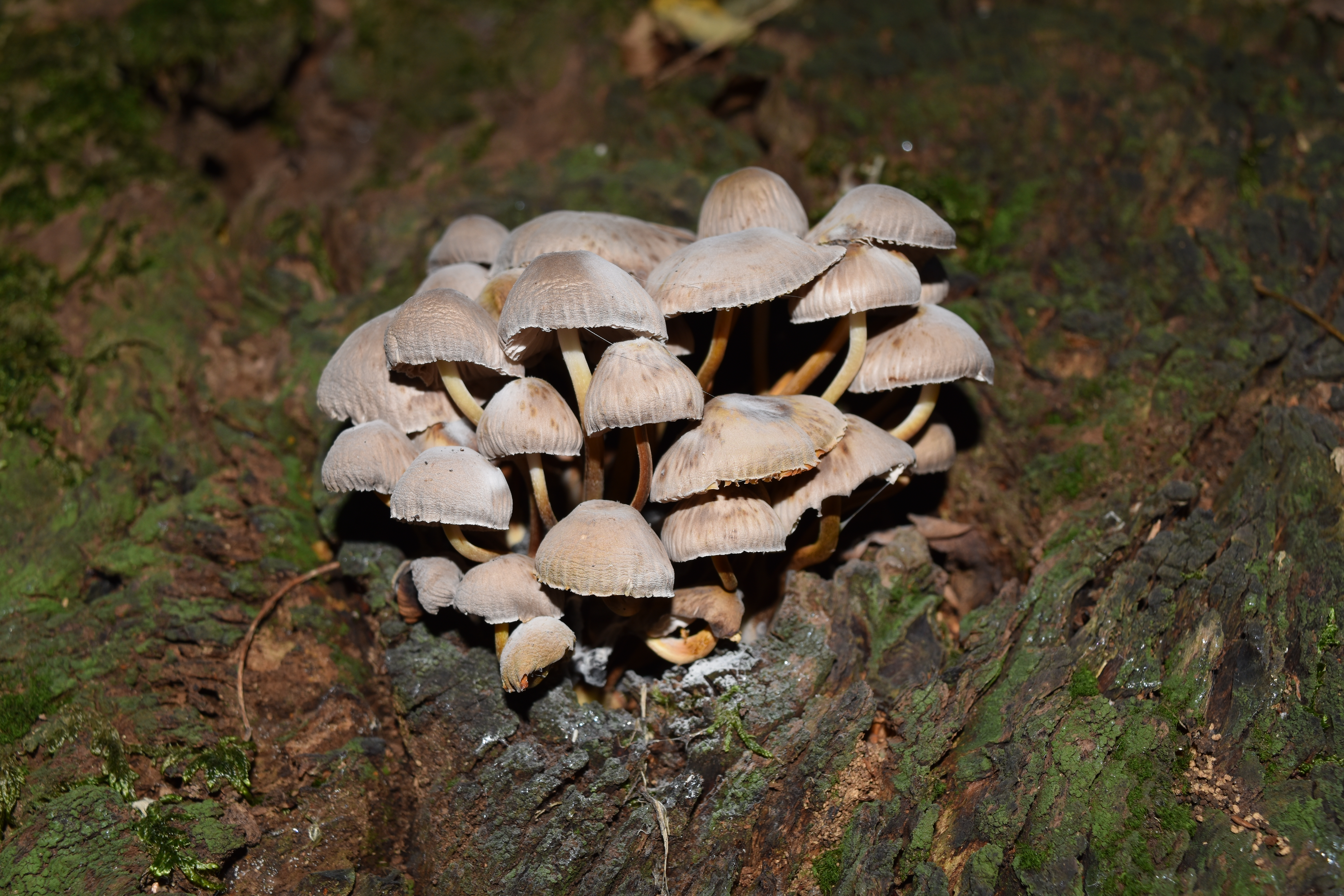
Groepje
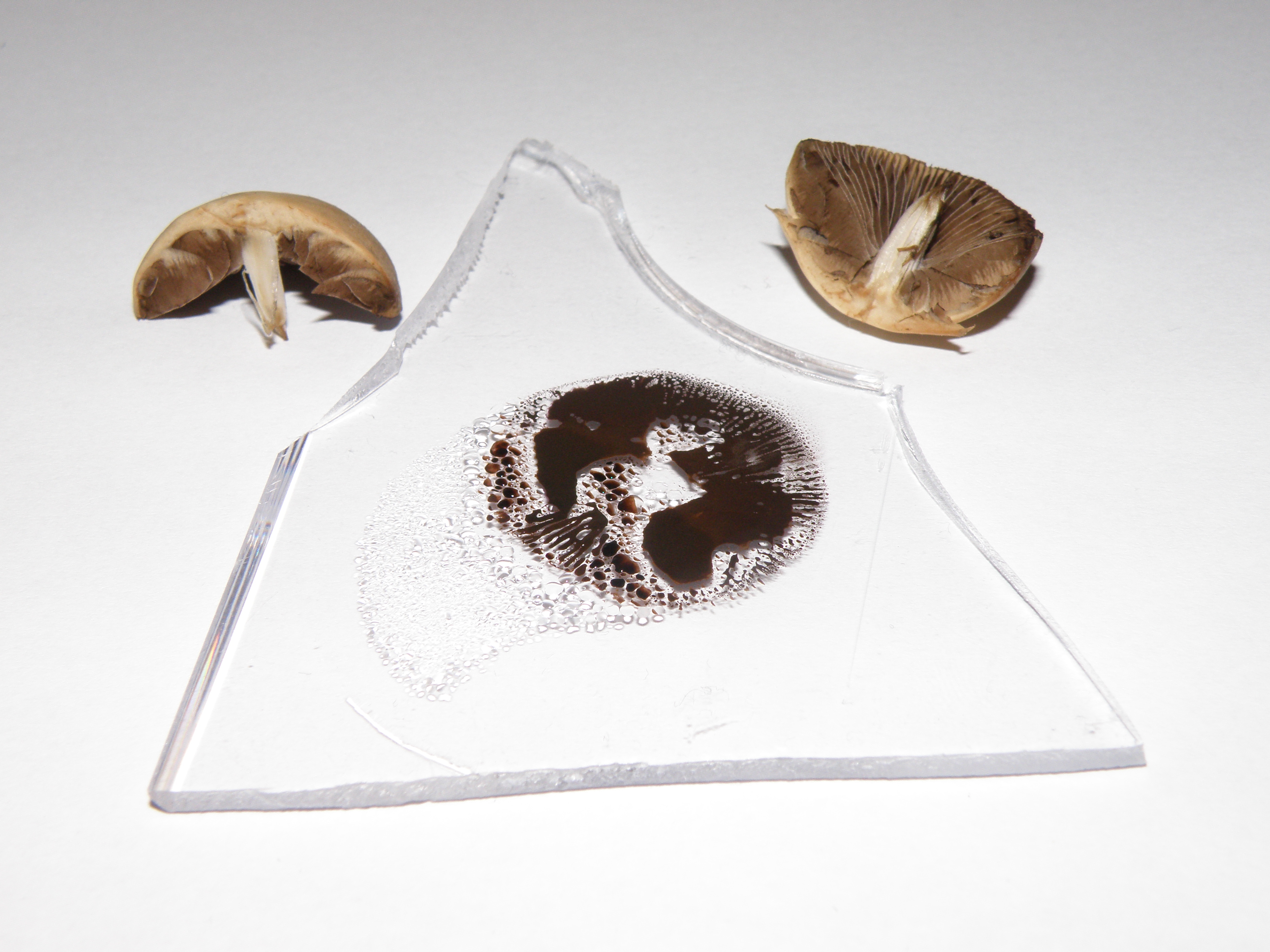
Sporenprint